# Ż
Ż (żet, często dla odróżnienia od rz nazywana zet z kropką) jest trzydziestą drugą (po Ź), a zarazem ostatnią literą alfabetu polskiego i oznacza dźwięk [ʐ]. W tekstach polskich może występować także w różnych odmianach graficznych, współcześnie najczęściej w postaci Ƶ.
Ż jest także używana w języku maltańskim, języku kaszubskim i w języku wilamowskim.

## Historia
Wprowadzenie litery Ż do pisowni polskiej przypisuje się Stanisławowi Zaborowskiemu, który literę tę zaproponował w swoim traktacie ortograficznym opublikowanym około 1513 r.

## Warianty graficzne
Warianty graficzne litery nie zostały dotąd systematycznie opisane, poniższe informacje mają charakter przykładowy.

### Brak diakrytu
W przypadku majuskuł (wersalików) brak diakrytu nad literą był tolerowany (podobnie jak to jest obecnie w języku francuskim) w polskich drukach co najmniej do XIX wieku.
W 1809 r. Konstanty Wolski, komentując zarzut braku diakrytów w wyrażeniach hasłowych postawiony w recenzji słownikowi Lindego, pisał:

Przydadź i to należy na usprawiedliwienie autora, że dotąd nie miały prawie wcale drukarnie w używaniu kropkowanych i kreskowanych wersalików, trzeba było dopiero tworzyć ie niejako.

Więcej pisze o tym Marian Ptaszyk: Słownik języka polskiego Samuela Bogumiła Lindego. Wydawnictwo Uniwersytetu Mikołaja Kopernika, 2007, s. 72. ISBN 978-83-231-2048-3.

### Różne formy diakrytu nad literą
Pierwszy przykład pochodzi z encyklopedii Nowe Ateny, trzeci z pierwszego wydania słownika Lindego, czwarty z drugiego wydania tego słownika.

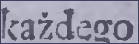
Diakryt przypominający haczek – 1746 r.
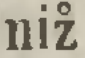
Diakryt w formie kółka – 1851 r.
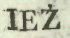
Diakryt w formie przecinka – 1808 r. (jeż)
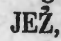
Diakryt w formie przecinka – 1855 r.

### Diakryt w formie przekreślenia
W pierwszych numerach Życia Warszawy winieta naśladowała pismo ręczne i litera Z była przekreślona łukiem. W 1980 r. w winiecie litera Z jest przekreślona poziomą kreską. Była też w użyciu winieta, w której litera Z jest przekreślona kreską ukośną.

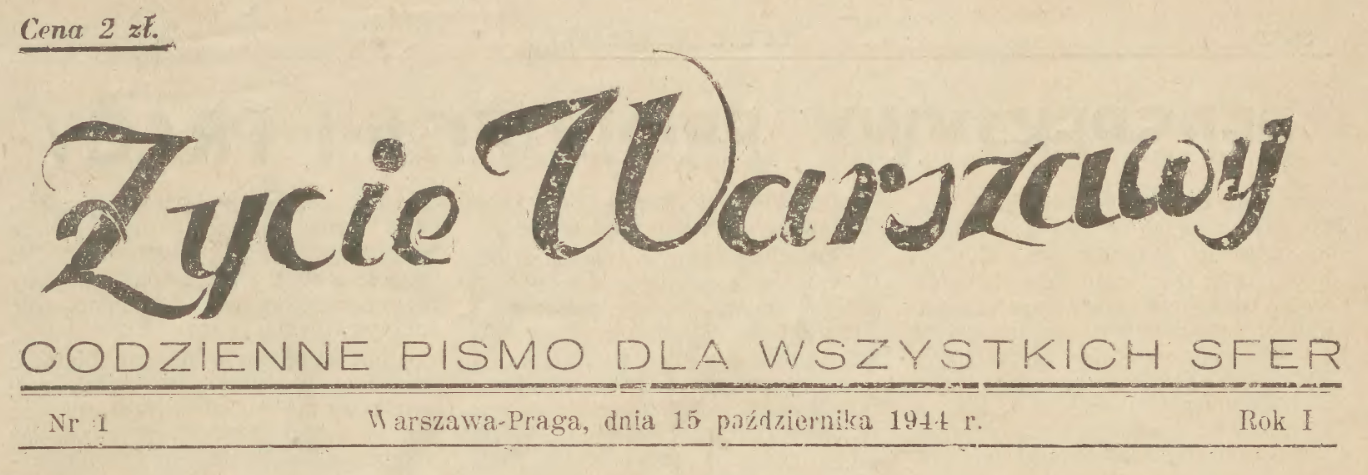
Wariant litery Ż (1944) z falistym przekreśleniem
Współczesny wariant litery Ż z prostym przekreśleniem
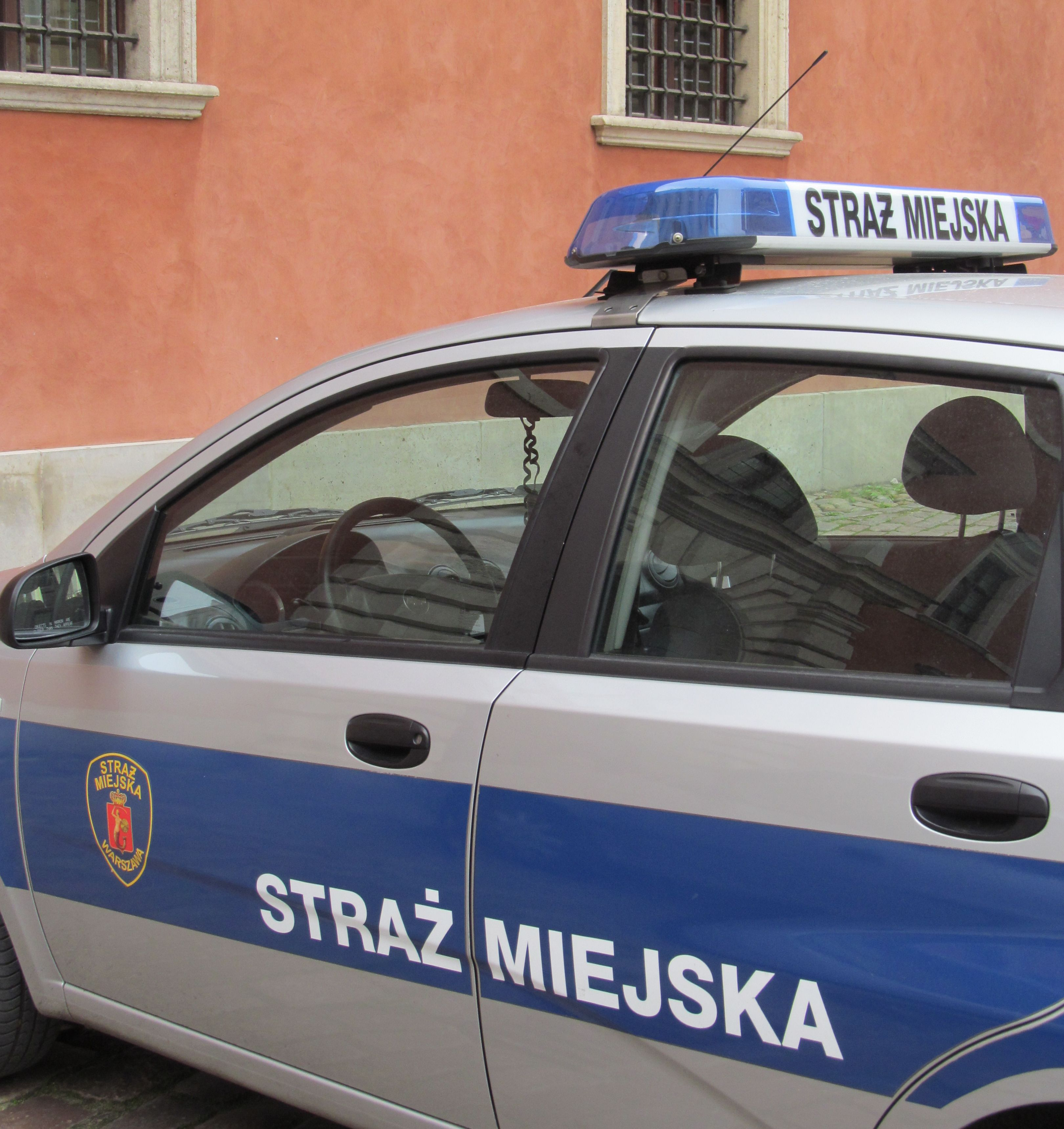
Straż miejska
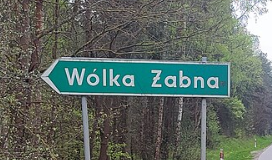
Współczesny wariant litery Ż z prostym przekreśleniem
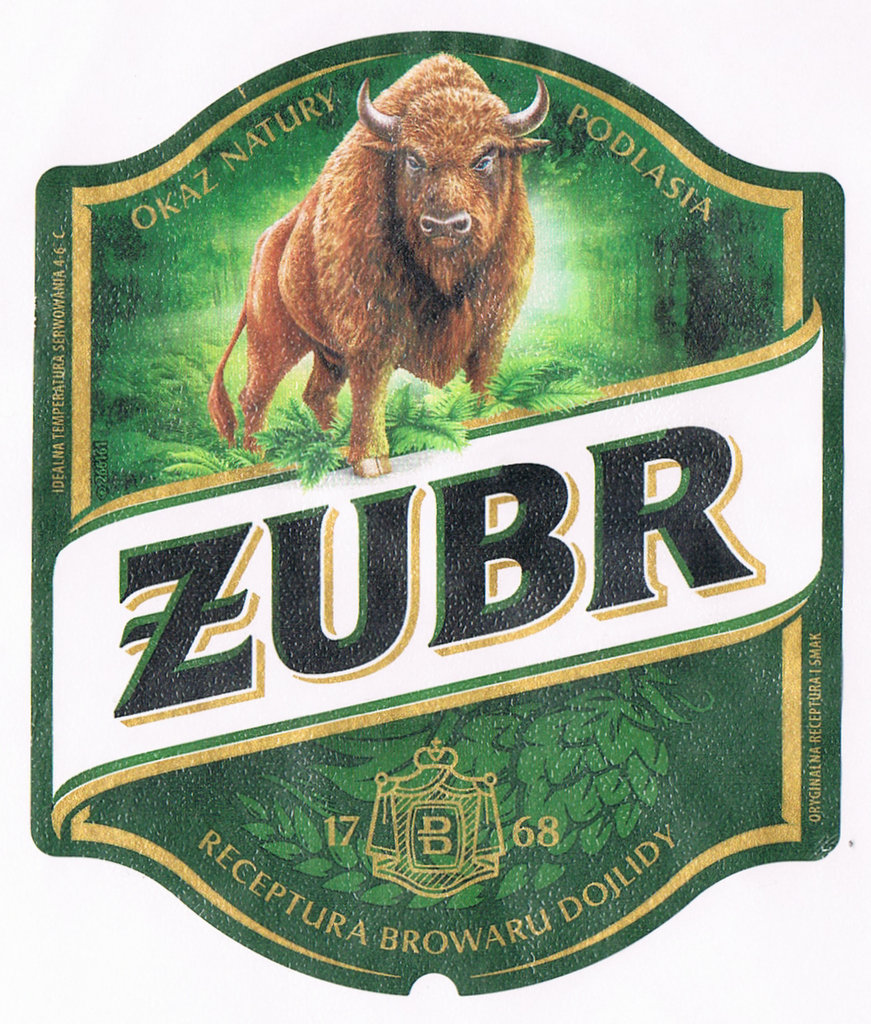
Żubr

Konstanty Wolski we wspomnianej wyżej publikacji pisał również:

Zdarzyło mi się nieraz słyszeć w rozmowie potocznéy, że przekreślenie Z, we środku zastępuye mieysce kropki nad niém; ale to nie jest przyięte powszechnie prawidło.

W sprawie liter Z, Ż i Ƶ w 2005 r. swój pogląd przedstawiła Komisja Ortograficzno-Onomastyczna Rady Języka Polskiego przy Prezydium Polskiej Akademii Nauk
w cytowanej niżej
opinii:

LITERA Z
Pracownicy pewnego urzędu spytali, czy możliwe, by dawnym zapisem litery Z (albo Ż) był znak Z z krótką poziomą kreską pośrodku. Ustalenie tego było im potrzebne do rozstrzygnięcia sporów o formę nazwiska, znaną z [sic!] jedynie z dawnych dokumentów. Odpowiedź na to pytanie także przygotowała Komisja Ortograficzno-Onomastyczna.
Litera „Z” napisana z poziomą kreseczką nie była zatwierdzonym odpowiednikiem litery „Ż” w tekstach drukowanych, urzędowo przyjętym na terenie całej Polski, lecz nie da się wykluczyć, że w czyimś piśmie ręcznym ta kreseczka nie oznaczała tyle, co dziś oznacza kropka nad literą „Z”. Językoznawca nie może nikomu zagwarantować, że przed laty czy przed wiekami jakaś konkretna osoba tak właśnie zapisywała literę, którą dziś większość piszących po polsku zapisuje z kropką i która w druku ma obecnie tylko jedną postać: „Ż”. Trzeba przyjrzeć się innym zapisom dokonanym ręką tej osoby, która w swojej kaligrafii używała litery „Z” z poziomą kreseczką. Jeśli one niczego nie podpowiedzą, można co najwyżej mówić o prawdopodobieństwie, że „Z” z kreseczką to odpowiednik „Z” z kropką. Nawet dziś niektórzy Polacy piszą zwykłe „Z” tak, że przypomina ono trójkę. Jeżeli w badanym tekście nie występuje np. przyimek z, który mógłby wszystko wyjaśnić, trzeba poszukać innych wyrazów mających litery „Z” lub „Ż” w składzie. Jeżeli takich liter nie ma, tylko autor badanego tekstu mógłby wyjaśnić, jak wymawiał głoskę zapisywaną przez niego jako „Z” z poziomą kreseczką. Językoznawca nie może i – na podstawie danych, którymi dysponuje – nie powinien wydawać jednoznacznej opinii.